# Ornithoptera aesacus
Орнитоптера островная аесакус — крупная дневная бабочка семейства Парусники. Один из наиболее редких видов орнитоптер. Современное состояние вида остается неясным, мало что известно о его среде обитания.

## Описание
Размах крыльев самцов — до 140 мм, самок — до 190 мм.
Самцы характеризуются зеленовато-голубой окраской крыльев, иногда переходящей в цвет «морской волны», сочетающейся с чёрными «вставками» на передних крыльях. На вершине задних крыльев самца по одному овально-продольному жёлтому пятну.
Самки коричневой, коричнево-серой окраски, с крупными белыми, бело-серыми пятнами, размер и расположение которых сильно варьирует.
Гусеницы развиваются на растениях семейства кирказоновые.

## Ареал
Эндемик острова Оби в составе Молуккских островов.

## Замечания по охране
Занесен в перечень чешуекрылых экспорт, реэкспорт и импорт которых регулируется в соответствии с Конвенцией о международной торговле видами дикой фауны и флоры, находящимися под угрозой исчезновения (СИТЕС).